# 123 456 789 (число)
123 456 789 (сто двадцать три миллиона четыреста пятьдесят шесть тысяч семьсот восемьдесят девять) — натуральное число, расположенное между числами 123 456 788 и 123 456 790. Наименьшее пандигитальное число.

## В математике
- В десятичной системе счисления содержит 9 цифр, образующих строго возрастающую последовательность с шагом в 1;
- делится нацело на 3;
- делится нацело на 9;

### Сохранение пандигитальности
Число 123456789 — наименьшее пандигитальное число в десятичной системе счисления, то есть содержащее все цифры (ведущий ноль в данном случае подразумевается).
При умножении на 8 результатом будет 987654312 — другое пандигитальное число, близкое к палиндрому исходного, за исключением двух последних цифр, обменявшихся местами.
Это число также сохраняет свою пандигитальность при умножении на 2 (123456789×2=246913578), 4 (123456789×4=493827156), 5 (123456789×5=617283945) и 7 (123456789×7=864197523).
В качестве примера другого числа, сохраняющего свою пандигитальность при умножении на ряд коэффициентов, можно назвать 1098765432, перемножаемое таким образом на 2, 4, 5 и 7.
Если добавить к числу 123456789, умноженному на 8, число 9, будет получен полный палиндром этого числа. Данный ряд может быть продолжен следующим эффектным образом:
- 123456789×8+9=987654321
- 12345678×8+8=98765432
- 1234567×8+7=9876543
- 123456×8+6=987654
- 12345×8+5=98765
- 1234×8+4=9876
- 123×8+3=987
- 12×8+2=98
- 1×8+1=9

Если множитель и слагаемое увеличить на единицу, результатом аналогичных операций станут числа, состоящие из одних единиц (репьюниты) разрядностью от 10 до 2:
- 123456789×9+10=1111111111
- 12345678×9+9=111111111
- 1234567×9+8=11111111
- 123456×9+7=1111111
- 12345×9+6=111111
- 1234×9+5=11111
- 123×9+4=1111
- 12×9+3=111
- 1×9+2=11